# Jens Jørgen Therkelsen
Jens Jørgen Therkelsen (3. januar 1931 i Guldager – 24. marts 2011 i Ørum)  var en dansk politiker, der fra 1985 til 1994 var borgmester i Tjele Kommune, valgt for partiet Venstre.
Therkelsen blev født i Guldager ved Esbjerg. I 1956 købte han sammen med sin kone Bodil, en gård i Sjørring i det tidligere Tjele Kommune, øst for Viborg. I 1974 blev han valgt til kommunalbestyrelsen i kommunen. I de første 11 år var han formand for kulturudvalget. I 1985 overtog Jens Jørgen Therkelsen borgmesterposten i Tjele fra partifællen Niels Pedersen. Therkelsen blev genvalgt i 1989. Ved kommunalvalget i 1993 valgte han ikke at genopstille, da han ville hellige sig sit erhverv som landmand.
Jens Jørgen Therkelsen og hustruen solgte gården i 2000 og flyttede ind i et hus i Ørum. Therkelsen og hustruen Bodil fik sammen 4 børn.
Therkelsen døde 24. marts 2011 efter længere tids sygdom, og han blev bisat fra Lindum Kirke den 29. marts.